# Хлопушка-нумератор
Хлопушка, или нумератор (англ. Clapperboard) — инструмент, применяемый при съёмке кино- и телефильмов для дальнейшей синхронизации изображения и звука, записанных на независимых друг от друга видео- и аудиозаписывающем устройствах. Кроме того, хлопушка используется для систематизации отснятого материала и записанных фонограмм, обозначая номера отснятых сцен и дублей. В советском кинематографе работу с хлопушкой и учёт отснятых сцен вёл помощник режиссёра. Современная технология кинопроизводства предусматривает для этой цели второго ассистента оператора (англ. Second Camera Assistant).

## Описание
Для съёмки каждого фильма на одну или несколько досок, используемых для работы, наносится постоянная надпись с рабочим названием картины. Перед съёмкой каждой сцены под этой надписью пишется номер монтажного кадра и дубля, а также другая служебная информация, которая может включать фамилию режиссёра, оператора, номера эмульсии киноплёнки и кассет, использованный объектив, светофильтры и другие технические параметры. Последнее необходимо для определения оптимальных параметров дальнейшей цветокоррекции и причин брака в случае его возникновения. Во время съёмки каждого дубля после запуска киносъёмочного аппарата (команда «Мотор!») и звукового сигнала о начале синхронного хода камеры и звукозаписывающих устройств ассистент помещает хлопушку с надписями перед объективом и отчётливо произносит основные данные о номере сцены и дубля вслух, после чего производит один хлопок и убирает доску из кадра. В результате номера кадра и дубля оказываются записанными в фонограмме и изображении. В некоторых случаях при невозможности съёмки хлопушки в начале кадра её снимают перед командой «Стоп», переворачивая обычно вверх ногами. При последующей синхронизации плёнок с изображением и звуком на звукомонтажном столе кадрик с заснятым моментом удара хлопушки (начала полного смыкания её планок) и звук её щелчка на фонограмме совмещаются. Запись номеров кадра и дубля позволяет подобрать соответствующие друг другу отрезок киноплёнки и часть исходной фонограммы, исключая путаницу. При немой съёмке изображение хлопушки снимается для систематизации отснятого материала. В этом случае хлопок не производится, а вместо этого рука помещается поверх или между частями доски.
Хлопушка состоит из двух частей: доски для обозначения мелом или фломастером информации о снимаемой сцене и прикреплённого на шарнире бруска для произведения хлопающего звука. На заре звукового кино операцию выполняли два человека: один из них держал доску с наименованием сцены, а другой издавал хлопок при помощи двух палок, соединённых шарниром. Объединение этих приспособлений в одно целое позволило упростить процедуру и обойтись одним сотрудником вместо двух. Традиционно хлопушка изготовлялась из деревянной доски и прикреплённого на шарнире бруска. Для удобства нанесения и удаления надписей поверхность имела покрытие, аналогичное грифельной доске. В наши дни две соединённые шарниром деревянные палочки прикрепляются поверх белой доски или доски из акрилового стекла, что позволяет обойтись без дополнительного освещения со стороны камеры. Иногда используется встроенная подсветка. Существуют хлопушки с индикатором временно́го кода на цифровом светодиодном дисплее, которые синхронизируются от какого-либо источника, например, камеры. Хлопающие палочки традиционно окрашиваются в контрастную диагональную полоску для оптимальной различимости на негативе изображения.
Современные технологии позволяют производить синхронизацию изображения и звука без использования хлопушки: по стартовым отметкам или по временно́му коду SMPTE. Однако систематизация отснятого материала без использования доски с надписями может быть затруднена. Поэтому доска с хлопушкой используется до сегодняшнего дня, выполняя функции разметки отснятого материала по сценам, дублям и другим параметрам. При традиционной «оптической» технологии кинопроизводства использовались чёрная доска и белый мел для надписей. Цифровая технология Digital Intermediate допускает применение белой доски и чёрного маркера. Объясняется это тем, что на негативе надпись мелом выглядит тёмной на светлом фоне, что удобно при отборе отрезков киноплёнки для склейки. Современный цифровой монтаж происходит без физической склейки киноплёнки после её сканирования. В последнее время ещё чаще используется готовое изображение, снятое цифровой кинокамерой, и в обоих случаях при монтаже идёт работа с позитивным изображением на мониторе, поэтому белая доска с чёрными буквами удобнее.